# ماوسهول
ماوسهول (به انگلیسی: Mousehole) یک روستا در بریتانیا است که در پنزانس واقع شده‌است. ماوسهول ۶۹۷ نفر جمعیت دارد.